# Адель Сарацинська
Адель Сарацинів (Адель Сарацинська, XII століття), італійська лікарка. Належала до родини Сарациненса і була світськаю учителькою на медичному факультеті Салерно. Її медична практика походить від основ у медичній школі Салерно, і вона практикувала ідеали середньовічного та раннього італійського Відродження у своїй медицині, включаючи гуманізм.

## Передумови
Сарацини — це термін, який має багато культурних значень у історії. Незважаючи на те, що це почалося як опис жителів Аравії Петреа, які жили в пустельних районах, пізніше стало відомо, що ілюструє людей, які входили до племен Аравії. Зокрема, термін сарацини використовується для визнання значення Сари, дружини Авраама[джерело?].

## Медична школа Салерно

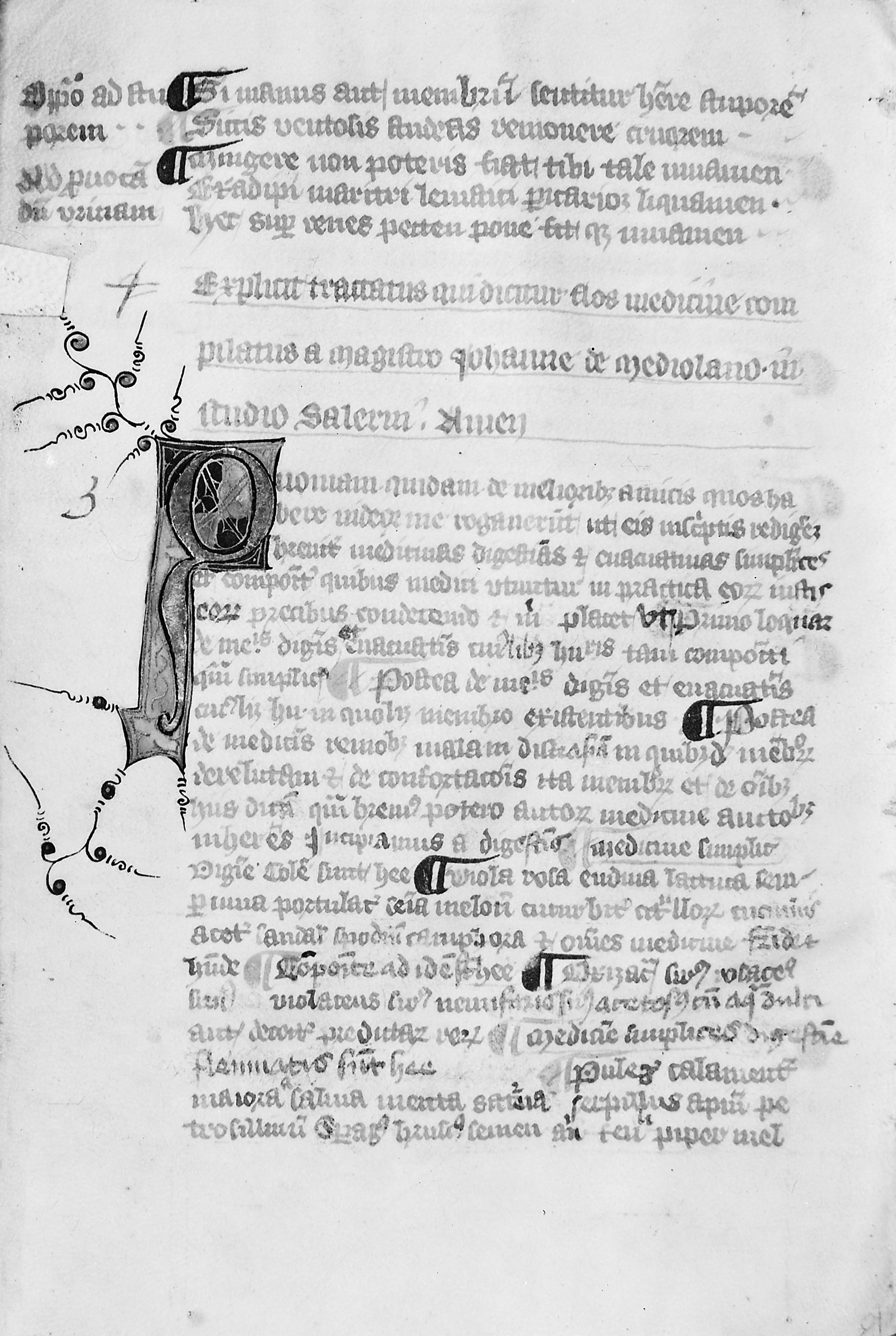
Тут відображається старий рукопис, який надійшов із медичної школи Салерно. Вибір мови показує, наскільки культурно різноманітний Салерно є.

Салерно представляло важливу медичну школу, засновану в середньовічні часи. Вона базувала свою навчальну програму та спосіб життя на багатьох різних впливах, таких як грецькі, арабські, латинські та івритські. Як одна із перших медичних шкіл, заснована приблизно в IX столітті в Італії, вона значною мірою вплинула на медичні праці та процес мислення Середньовіччя. Як доповнення, жінки також мали можливість внести свої ідеали в цю школу. Це було особливо важливо, оскільки впродовж цього періоду медична думка жінки все ще вважалась суттєвою, або навіть правильною. Культурні зрушення, подібні до цих, що стосуються жінок у медичній галузі, дали лікарям нові способи мислення. Сюди входять їхні внески, такі як підтримка ідеї вимоги лікарів про наявність сертифікатів для практики та додавання іншої точки зору до деяких підручників з анатомії, які мали значення у розвитку сучасної медицини.

## Гуманізм
Вступаючи до італійського Відродження, багато медичних працівників та лікарів продовжували свою кар'єру з гуманістичним мисленням. Гуманізм стосується єдиної зосередженості на людині, як на фізичній істоті, а не на тому, що вона зазнає впливу будь-яких надприродних сил. Це був більш раціональний процес мислення та суворо підкреслював увагу до потреб людини. Цей вплив був особливо помітний у спробах перекладу грецьких рукописів.